# Ришар, Флёри Франсуа
Флёри́ Франсу́а Риша́р (фр. Fleury François Richard), известный как Флёри-Ришар (фр. Fleury-Richard; 25 февраля 1777 года, Лион — 14 марта 1852 года, Экюли) — французский художник, представитель лионской школы, ученик Луи Давида, друг Пьера Ревойя.

## Биография
Флёри Франсуа Ришар учился в Ораторском колледже в Лионе, а затем в Школе изящных искусств у Алексиса Грогнаре. После обучался у Пьера Ревойя. В 1796 году он учился у Жака-Луи Давида. Его первые картины в стиле «трубадур» были весьма популярны среди парижской интеллигенции. Ришар стал любимым художником императрицы Жозефины Богарне, которая приобрела множество его работ.
В 1808 году он основал свою собственную студию. В 1814 году женился на дочери банкира Бланш Менут. В 1815 году стал рыцарем ордена Почётного легиона. В поисках вдохновения он побывал в Женеве, Милане, Турине и Дофине. Он был профессором в Лионской школе изящных искусств с 1818 по 1823 год. В 1851 году он обосновался в Экюлли, где умер в 1852 году.

## Творчество
- «Герцогиня де Лавальер в монастыре», ГМИИ, Москва
- «Девушка у фонтана», Лионский музей изобразительных искусств